# 柳叶吊灯花
柳叶吊灯花（学名：Ceropegia salicifolia），夹竹桃科吊灯花属植物，中国特有，分布于中国大陆的云南等地，生长于海拔500米的地区，多生在山林中，目前尚未由人工引种栽培。